# Мехмед Джемаледдин-эфенди (шехзаде)
Шехзаде Мехмед Джемаледдин-эфенди (осман. شهزادہ محمد جمال الدین‎; тур. Mehmed Cemaleddin Efendi; 28 октября 1890, Стамбул — 18 ноября 1946, Бейрут) — османский шехзаде, единственный сын Мехмеда Шевкета-эфенди. Внук султана Абдул-Азиза.

## Биография

### Происхождение и ранние годы
Мехмед Джемаледдин-эфенди родился 28 октября 1890 года в стамбульском дворце Йылдыз в семье шехзаде Мехмеда Шевкета-эфенди и его супруги Фатьмы Руйиназ Ханым. Он был единственным ребёнком своих родителей. Его отец скончался в 1899 году, когда ему было восемь лет.
В 1899 году прошла церемония обрезания шехзаде, на которой Мехмед Джемаледдин был обрезан вместе с шехзаде Абдуррахимом Хайри (сыном султана Абдул-Хамида II) и Мехмедом Абдулхалимом-эфенди, сыном Селима Сулеймана-эфенди.

### Военная служба
Во время Первой мировой войны Мехмед Джемаледдин воевал в Африке, в том числе в Ливии и Египте, дослужившись до звания бригадного генерала (мирлива). Затем он участвовал в Галлиполийской компании и был ранен во время высадки на мысе Геллес. Затем шехзаде был переведён в Сивас, где в течение двух лет занимался военной подготовкой солдат для фронта. 
После захвата Батуми был переведён в этот город, где продолжил свою военную службу. Во время перемирия он путешествовал по Румелии и побережью Чёрного моря в качестве главы Консультативного комитета. Участвовал в подавлении восстания Ахмеда Анзаура и Кязым Карабекир отзывался о нём, как о «солдате-идеалисте, которому не нравится поведение офицеров». Мехмед Джемаледдин завоевал любовь и уважение солдат и народа своей добротой и честным обращением. Он хотел поехать в Анатолию, но правительство Анкары не приняло это, поскольку шехзаде был популярен.

### Изгнание и смерть
В марте 1924 года члены дома Османов были отправлены в изгнание. Мехмед Джемаледдин вместе с семьёй уехал в Бейрут, где скончался 18 ноября 1946 года в возрасте 56 лет.

## Семья
Его единственной женой была Джемиле Деставих Ханым-эфенди, они поженились в Стамбуле 2 марта 1913 года. У пары было двое сыновей:
- Шехзаде Махмуд Хусамеддин-эфенди (1 сентября 1916 — 7 августа 1966), женат не был. Детей не имел.
- Шехзаде Сулейман Саадеддин-эфенди (20 ноября 1917 — 8 мая 1985), 1 апреля 1956 года женился на Ламии Баба Сауи (род. 1930). У них родился сын и две дочери.